# Ellen Wester (författare)
Ellen Hedvig Magdalena Wester, född 16 maj 1860 i Sölvesborgs stadsförsamling, Blekinge län, död 8 september 1936 i Lunds stadsförsamling, Malmöhus län, var en svensk författare, översättare och rösträttsaktivist. 

## Biografi
Ellen Wester var dotter till häradshövdingen och riksdagsmannen Wilhelm Wester och Paulina Rönström. Familjen kom till Ängelholm 1874 och bosatte sig snart på Storgatan 63. 
Ellen Wester valdes 1881 in i Engelholms brunns styrelse för ”nytta och nöje”, och 1893 fick hon en medalj för broderi vid lantbruksmötet i Ängelholm. Hon studerade bland annat vid tyska universitet. Under 1890-talet översatte hon flera följetonger för Helsingborgs Dagblad, och 1900 gav hon ut sitt debutverk, den historiska kärleksromanen ”Frideswindas krönika”. Boken fick vackra recensioner på flera håll. I ”Korrespondenten Landskrona Tidning”, presenterades den av redaktionssekreteraren Edwin Österberg. Ett långt, utförligt referat avslutas med att boken beskrivs som ”denna vackra saga, som är att rekommendera och bör kunna läsas med glädje och njutning. Nog framgår det något att fröken Wester rönt intryck af Selma Lagerlöf, men det är blott till en ringa del och sjelfständigheten hos Ellen Wester träder längre fram i boken tydligt i dagen.”
Efter debuten gav Ellen Wester ut tre skönlitterära verk. Först publicerades novellsamlingen De slutna händerna och andra berättelser (1902). Det psykologiska kvinnoporträttet i romanen Anna Elisabet Lindon (1905) har beskrivits som ”en finstämd och nyanserad skildring av kärlekens betydelse för en ung kvinna”. Den sista romanen är en historisk fantasi om Paracelsus och Kristian II:s tid, Paracelsus i Stockholm (1908). I denna skildras hur läkaren Paracelsus följer de danska trupperna till Stockholm vid Kristian II:s angrepp 1520. De slutna händerna och Paracelsus i Stockholm gavs ut som e-böcker 2015.

## Rösträttsaktivism
Ellen Wester var aktiv i rösträttsrörelsen i Ängelholm och i Skåne. Hon skrev många artiklar i rösträtts- och kvinnorörelsens publikationer. I Fredrika Bremer-förbundets tidskrift ”Dagny”, 1909, skrev hon med anledning av Ellen Keys 60-årsdag ett porträtt, och i samma tidskrift 1911 rapporterade hon återkommande och optimistiskt ”Från världens rösträttsfält”: ”må fientligheten vara större eller mindre, må den yttra sig i politisk tystnad eller politiskt tal, må motståndet vara af taktisk, opportunistisk, partipolitisk eller maskulin art, – saken går i alla fall framåt med evolutionens oemotståndliga kraft”.
16 juni 1912 genomfördes ett stort rösträttsmöte i Nackarpsdalen. Därifrån berättade Ellen Wester, som nu var sekreterare i Skånekretsen av LKPR, utförligt i ”Rösträtt för kvinnor”. Dagen därpå fortsatte mötet i Lund, och då var Ellen Wester mötessekreterare.
Ellen Wester fick 1910 av Landsföreningen för kvinnans politiska rösträtt i uppdrag att bevaka och rapportera om rösträttsrörelsen i utlandet. Hon fick bland annat skildra de brittiska suffragetternas delvis militanta kamp, och balanserade mellan försvar och en mild kritik av de militanta inslagen i deras metoder. Hon deltog också i internationella rösträttskongresser i Köpenhamn, Amsterdam och Budapest. Mötet i Köpenhamn ägde rum 11 juni 1914 i Kvindelig Læseforenings hus vid Studiestræde. Ellen Wester rapporterade i ”Rösträtt för kvinnor” nummer 14: 
”Där var trångt och proppande fullt i salen, som är byggd så, att smärre sidorum kunna användas, om det är nödigt, och den elvte var det nödigt att alla upplätos. Blommorna doftade mera starkt och sött än annars i de buketter av mörkröda och vita nejlikor, av röda och vita rosor, som räcktes åt aftonens talarinnor”. Dessförinnan talade ”den vänligt mysande filosofen–etikern” professor Harald Höffding, ”som åtagit sig den, om jag så må säga, platoniska uppgiften att vara ordförande i Männens F.K.P.R.” Vid mötet framträdde Fredrikke Mörck från Norge och berättade om de norska kvinnornas framgångar, medan Sverige ännu ”måste blygas över att det här finns majoritet, om än liten, mot kvinnornas önskan att bli fria.”
Efter att fadern avlidit, sålde modern Paulina Rönström huset på Storgatan 63 till prosten H. B. Hammar. Modern levde i Ängelholm till 1913. Efter hennes bortgång flyttade Ellen Wester till Lund. Där arbetade hon med forskningsuppdrag i arkiv och bibliotek, och medverkade bland annat i en bok om ett Lundaapoteks historia.